# Chibchanomys trichotis
Chibchanomys trichotis és un rosegador semiaquàtic de la família dels cricètids, que es troba en els Andes a més de 2.600 msnm des de Colòmbia i Veneçuela fins al Perú.